# CQD
CQD (wym. si kju di) – dawny sygnał oznaczający zagrożenie na morzu i wzywanie o pomoc.
Uznawany jest za pierwszy taki sygnał w komunikacji radiowej.
Po nadaniu kodu CQD następował kod statku (na przykład Titanic miał kod wywoławczy MGY), a potem współrzędne statku wzywającego pomocy. W roku 1910 CQD zostało zastąpione nowocześniejszym sygnałem SOS, który mógł nadać nawet najmniej wprawny radiotelegrafista, gdyż litery S i O są proste do nadania alfabetem Morse’a.
Wbrew powszechnej opinii, skrót CQD nie pochodzi od angielskiego come quick, danger (przybądź szybko, niebezpieczeństwo). Litery CQ brzmią w języku angielskim podobnie do seek you (szukam cię) i jest to wywodzący się z telegrafii lądowej sygnał oznaczający wiadomość skierowaną do wszystkich stacji (do dziś jest używany przez krótkofalowców przy próbie nawiązania łączności). Gdy radiotelegraf zaczął być stosowany na morzu, przedsiębiorstwo Marconiego przejęło sygnał CQ z telegrafii lądowej. Nie istniał jednak sygnał oznaczający zagrożenie, zatem żeby go stworzyć, do liter CQ dołożono D, uważaną za skrót od distress (niebezpieczeństwo). CQD oznacza więc raczej Do wszystkich stacji: niebezpieczeństwo.